# 이탈리아 하원
이탈리아 하원(이탈리아어: Camera dei deputati 카메라 데이 데푸타티[*])은 양원제인 이탈리아 의회의 하원이다 (다른 하나는 이탈리아 상원). 두 의회는 완전양원제를 함께 이루고 있는데, 동일한 기능을 수행하되 서로 개별적으로 수행한다는 뜻이다. 이탈리아 헌법 제 56조에 따라 하원은 630석을 가진다. 이 중 618석은 이탈리아 내 유권자로부터, 12석은 해외에 거주하는 이탈리아 시민으로부터 선출된다. 하원은 몬테치토리오 궁전에서 개회한다. 이탈리아 공화국과 그 이전의 이탈리아 왕국 하의 하원 및 의회제는 1850~60년대 당시 수상이었던 카보우르 백작 카밀로 벤소 ('카보우르 백작', 1810 ~ 1861)의 집권 하에 '이탈리아 통일 리소르지멘토 운동'을 이끌었던 사르데냐-피에몬테 왕국의 카를로 알베르토 (1798 ~ 1849) 국왕과 그의 아들 비토리오 에마누엘레 2세 (1820 ~ 1878)에 의해 설립된 의회와 민의원의 관행 및 절차를 존속한 것이다.

## 소재지

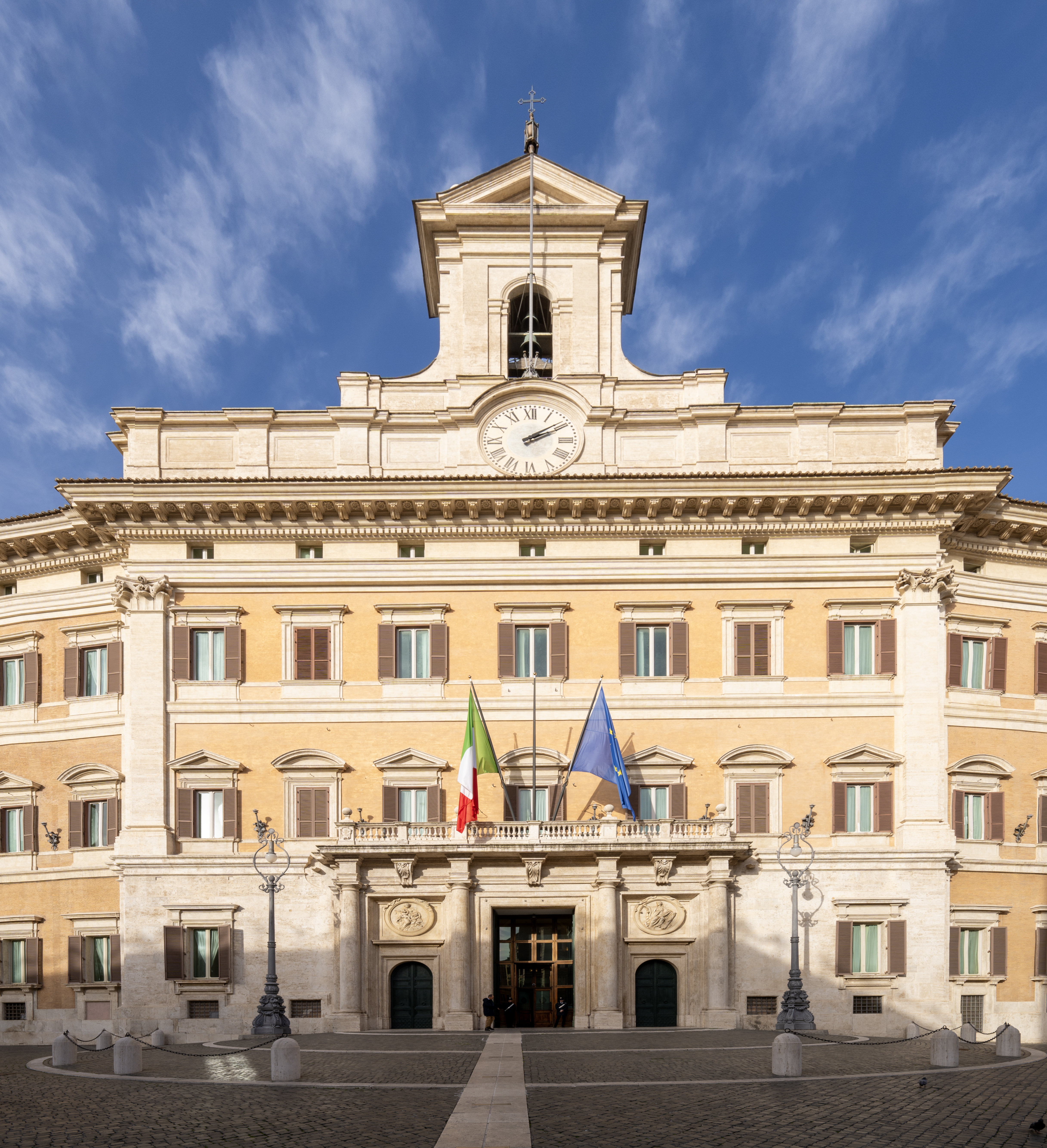
몬테치토리오 궁전.

민의원의 소재지는 몬테치토리오 궁전 (Palazzo Montecitorio)으로, 이탈리아 통일 리소르지멘토 운동의 성공적인 성과로 이탈리아 왕국의 수도가 로마로 옮겨진 직후인 1871년부터 개회하고 있다.
그에 앞서 이탈리아 왕국의 민의원은 토리노의 카리냐노 궁전 (1861 ~ 1865), 피렌체의 베키오 궁전 (1865 ~ 1871)에 일시적으로 소재했다. 1939년부터 1943년 (제 2차 세계 대전 기간)까지 베니토 무솔리니의 파시스트 정권 하에서 민의원은 폐지되었고 명목상 최고기관인 파시 단체 의회로 대체되었다.

## 선거제

### 현행 제도
이탈리아 하원의 의원 선거는 선거일을 기준으로 성년이 된 모든 시민에 의한 자유, 보통, 직접선거이다. 임기는 총 5년간 지속되는데 공화국 대통령이 (이를테면 의회의 교착 상태의 결과로) 하원의 이른 해산을 선포한 경우는 제외하며, 이 경우에는 임시 선거가 열린다. 의원이 40세 이상이 되어야 하는 상원과는 달리, 하원 의원들은 25세에도 당선될 수 있다.
현행법상 하원 의원들은 정당명부식 비례대표제를 통해 선출된다. 이들은 세 가지 기준에 근거를 두어 의석 배분의 자격을 가진다. 먼저, 의원은 자신의 정당이 속해 있는 연합이 전체 유효 투표수 중 최소 10%에 달할 경우 의석 자격을 가진다. 연합 내에서도 그 정당은 의석을 얻기 위하여 전체 유효 투표수 중 2%를 확보해야 한다. 이 두가지 기준과 더불어 한 정당이 연합에 소속되어 있진 않지만 총 유효 투표수 중 4%를 받은 경우에도 좌석 분배 가담이 가능하다.
이탈리아 헌법 제 61조는 의회의 선거가 해산 후 70일 이내에 치러야 하며, 그 의원들은 이러한 선거 후 20일 이내에 소집해야 한다고 내세우고 있다.

## 의회의 일반적인 운영
하원은 몬테치토리오 궁전 내 회기에 소집되는 전 의원들로 구성된다. 또한 의회는 정부와 각 장관들의 회의에 참석할 권한을 가지고 있다. 필요할 경우 정부는 회기에 참석할 의무를 진다. 이와는 반대로 정부는 요청하는 사안들을 언제든지 승낙되도록 하는 권한을 가지고 있다.
(상원을 포함한) 의회직의 임기는 5년이나, 다음 두 가지 경우에는 연장이 가능하다.
- 헌법 61.2조로 규정된 '프로로가티오 (Prorogatio →정회)'는 임기가 완료된 의원들이 새 의회의 첫 회의까지 직권 행사를 지속할 수 있다고 밝히고 있다.
- 헌법 60.2조로 규정된 임기 연장은 전쟁 시일 경우에만 행해질 수 있다.

## 의장
하원 의장 (공식 명칭은 프레시덴테 델라 카메라 데이 데푸타티, Presidente della Camera dei Deputati)은 선거 후 첫 회기 동안에 선출된다. 이 시기 동안 의장의 특권은 전에 하원의원으로 당선되었던 이전 의회의 하원 부의장에게 넘어간다. 그렇지 않을 경우 가장 연장자인 의원이 하원 의장을 맡는다.
하원 의장은 상, 하원이 함께 표결해야 하는 의회 연대회의 동안 대통령 직무도 행한다.

## 외부 링크

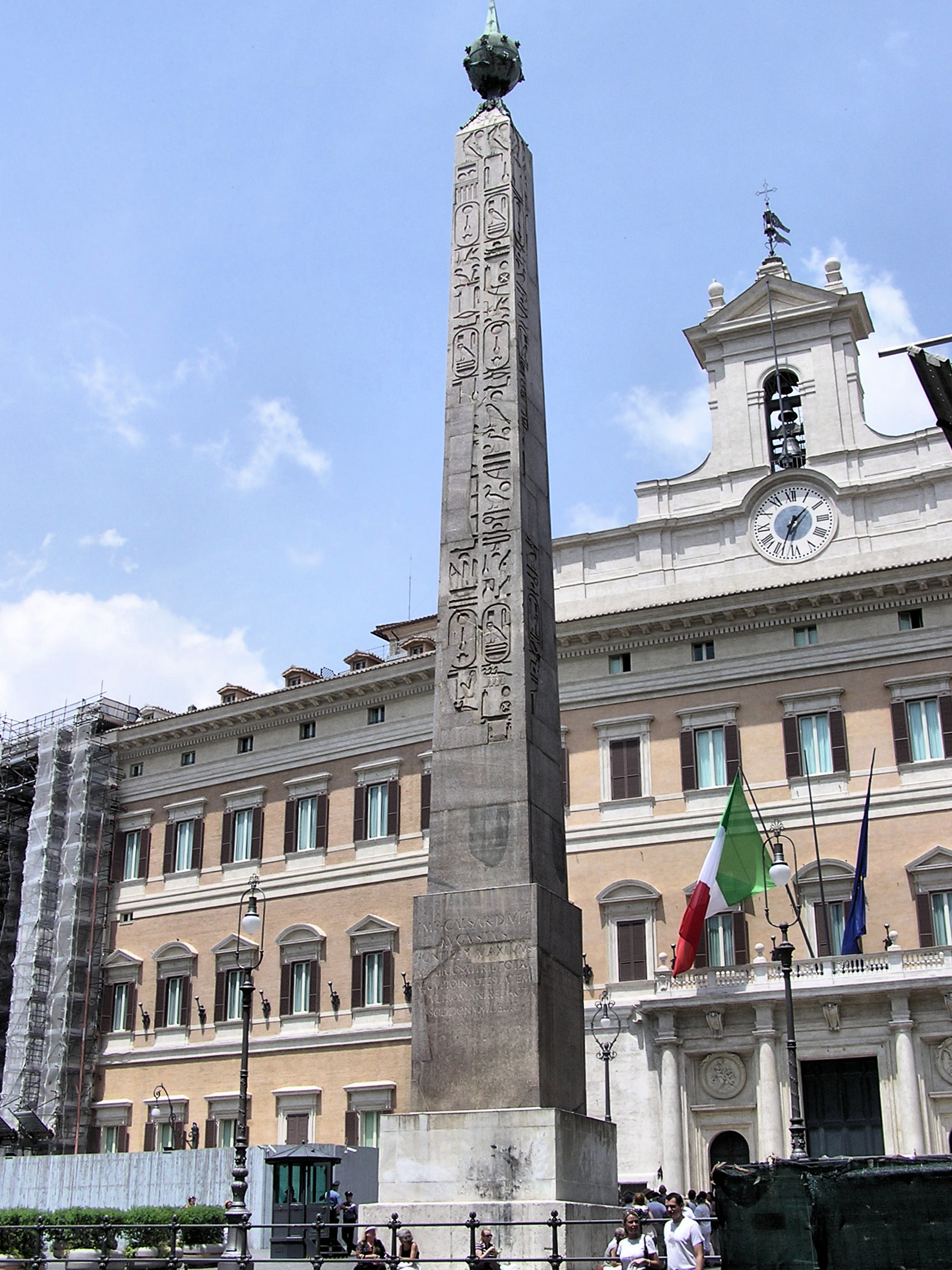
몬테치토리오 궁전의 오벨리스크. 뒤로 보이는 곳은 이탈리아 하원이다.
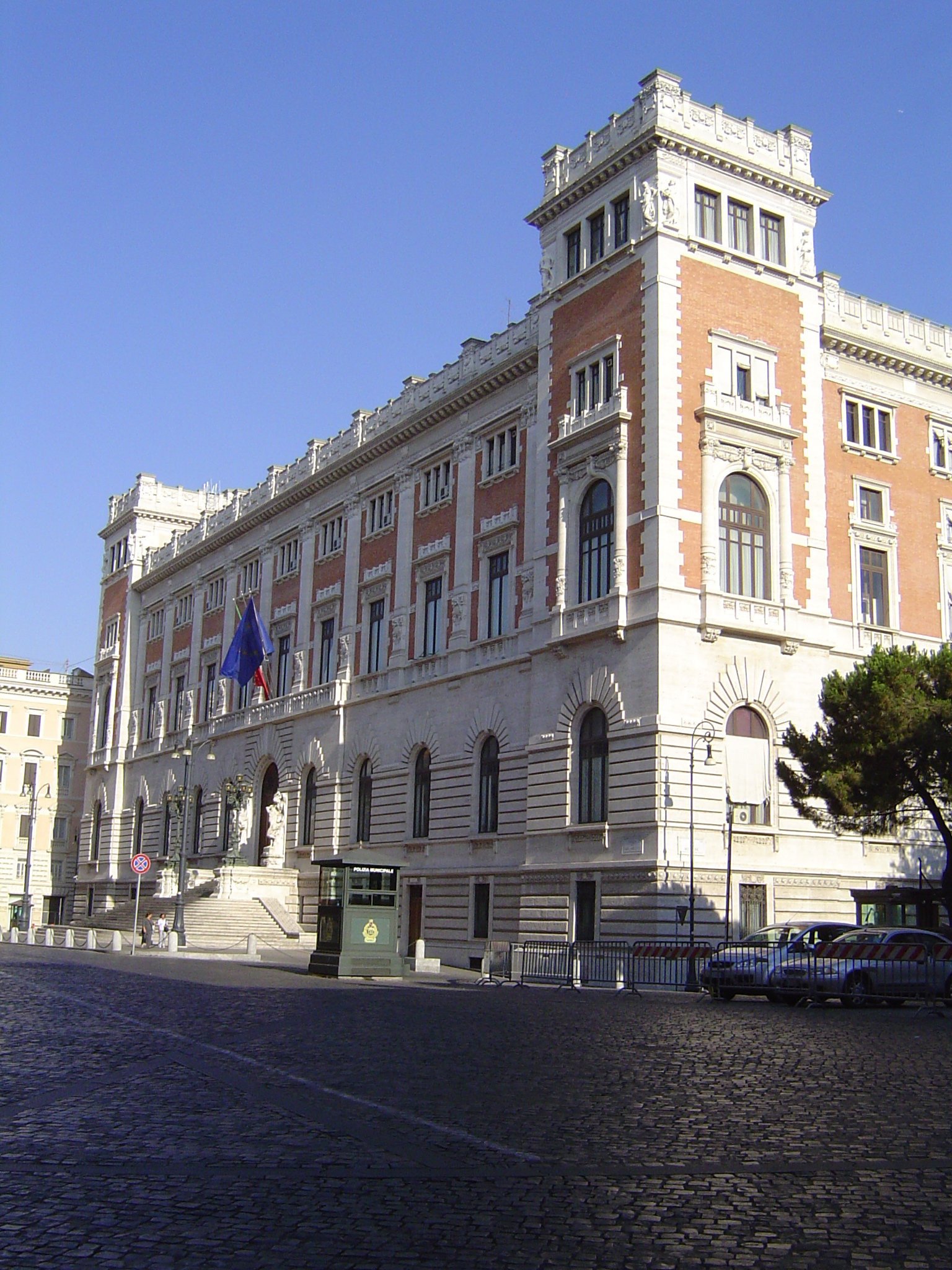
건축가 에르네스토 바실레가 설계한 몬테치토리오 궁전의 뒷모습.
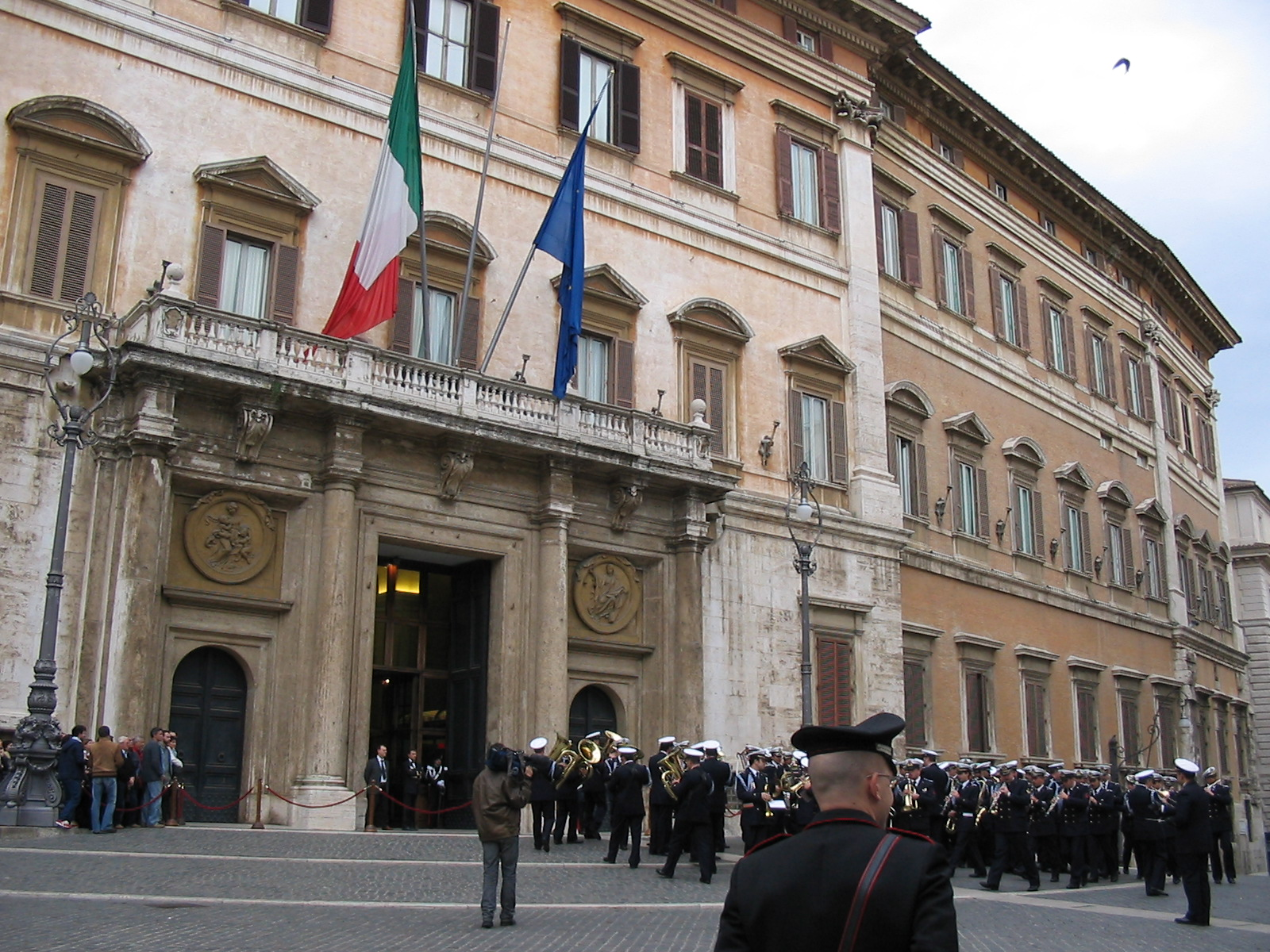
몬테치토리오 궁전의 앞모습.
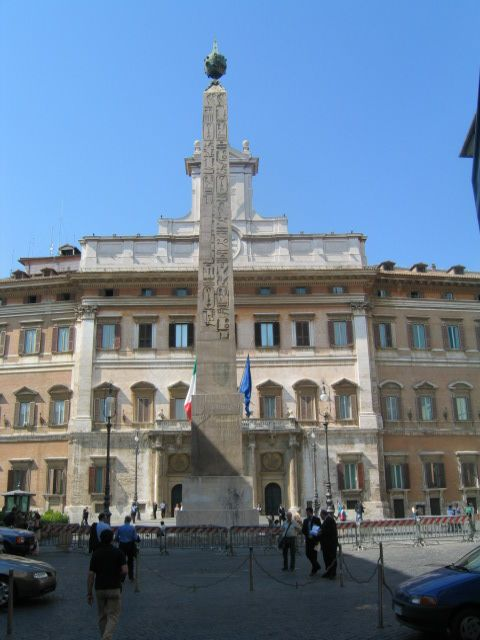
몬테치토리오 원주와 몬테치토리오 궁전의 대문

## 같이 보기
- 양원제
- 하원
- 이탈리아 의회
- 이탈리아 상원
- 카메라 데이 데푸타티 (TV 채널)